# Ambasada Liechtensteinu w Bernie
Ambasada Liechtensteinu w Bernie – misja dyplomatyczna Księstwa Liechtensteinu w Konfederacji Szwajcarskiej.
Ambasada Liechtensteinu w Bernie pełni funkcję centrum komunikacyjnego ds. kontaktów z państwami, z którymi Liechtenstein utrzymuje bezpośrednie stosunki dyplomatyczne (m.in. z Rzecząpospolitą Polską). Odpowiada również za koordynację większości oficjalnej korespondencji.

## Historia
Poselstwo Liechtensteinu w Bernie zostało otworzone w 1919. W 1933 zostało zamknięte ze względów finansowych. Poselstwo ponownie otworzono w 1944. W 1969 podniesiono je do rangi ambasady.

### Szefowie misji

#### Poseł
- ks. Heinrich von und zu Liechtenstein (1944 – 1969)

#### Ambasadorzy
- ks. Heinrich von und zu Liechtenstein (1969 – 1989)
- ks. Nikolaus von und zu Liechtenstein (1989 – 1996)
- ks. Wolfgang von und zu Liechtenstein (1996 – 2001)
- ks. Stefan von und zu Liechtenstein (2001 – 2007)
- Hubert Büchel (2007 – 2013)
- Doris Frick (2013 – nadal)[2]